# Ngựa Ethiopia
Ngựa Ethiopia là những giống ngựa hoặc loại ngựa được tìm thấy ở Ethiopia, trước đây gọi là ngựa Abyssinia. Có khoảng 2,8 triệu con ngựa ở Ethiopia, hơn một nửa tổng số ở châu Phi.:11 Ethiopia chỉ báo cáo giống Abyssinian cho DAD-IS. Vào năm 2012, những con ngựa của Ethiopia được mô tả thành tám giống hoặc loại khác nhau với các phân bố khác nhau trong khu vực, bao gồm một quần thể hoang dã bị đe dọa nghiêm trọng là những con ngựa Kundudo.

## Lịch sử
Ngựa từ Ethiopia, trước đây gọi là Abyssinia, đã từng được mô tả như một loại duy nhất, "Ngựa Abyssinian" hoặc "Ngựa Ethiopia", có kích thước, màu sắc và hình dạng biến đổi. Năm 1997, hai loại khác biệt là ngựa Oromo và ngựa Dongola đã được mô tả.:11 Nghiên cứu hình thái được công bố năm 2012 đã mô tả tám giống hoặc các loại (dòng, nòi, bổn, chủng) khác biệt với các phân bố khác nhau trong khu vực. Trong năm 2007 không có dữ liệu về số lượng giống ngựa này để cung cấp cho tổ chức FAO, và không có đánh giá về tình trạng bảo tồn được thực hiện.:40